# Huy

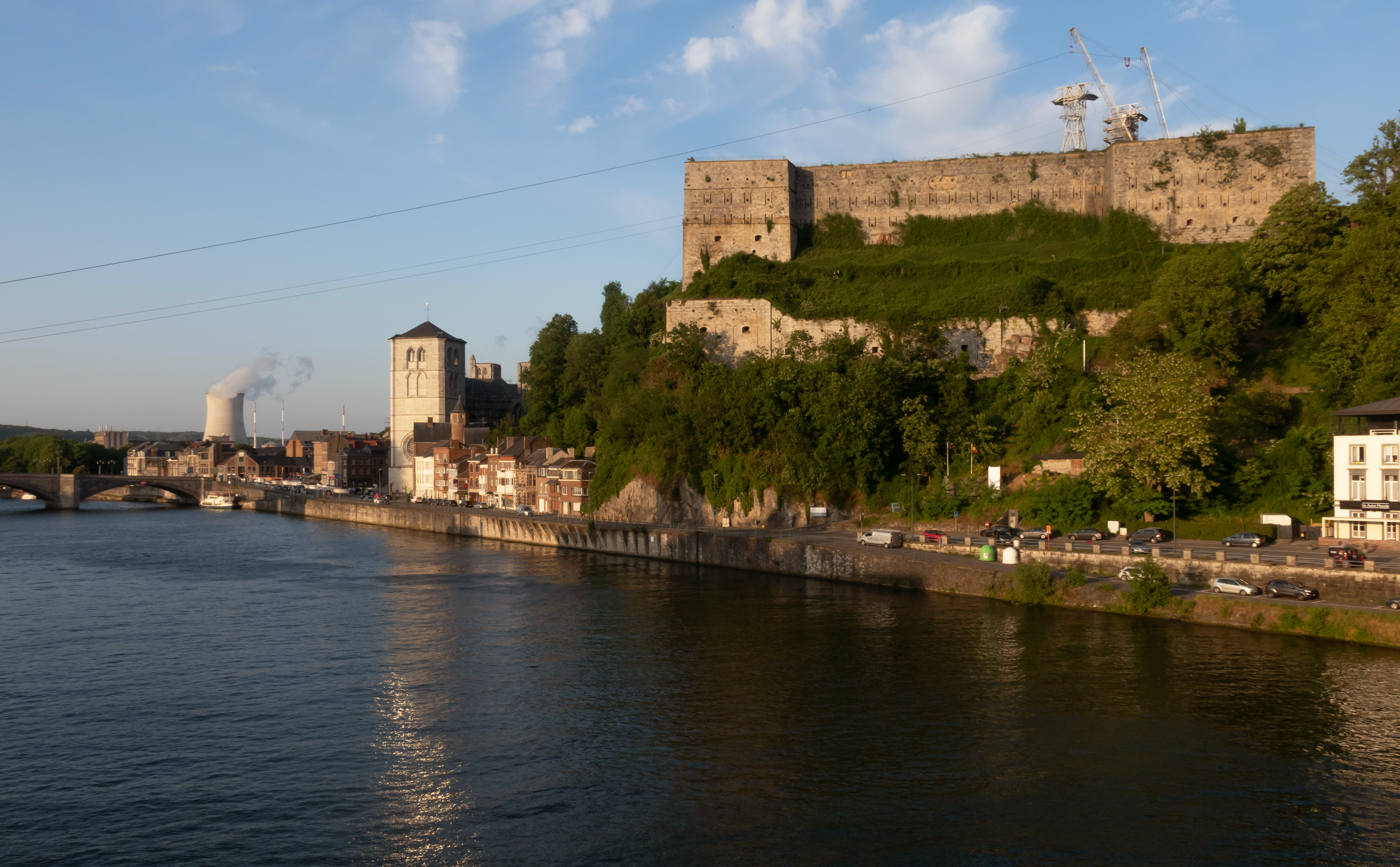
Huy, vue depuis le Pont du Chemin de Fer avec le Fort de Huy, la collégiale Notre-Dame et Saint-Domitien et la centrale nucléaire de Tihange

 (décembre 2024).
 (décembre 2024).
La mise en forme du texte ne suit pas les recommandations de Wikipédia : il faut le « wikifier ».
Les points d'amélioration suivants sont les cas les plus fréquents. Le détail des points à revoir est peut-être précisé sur la page de discussion.
- Les titres sont pré-formatés par le logiciel. Ils ne sont ni en capitales, ni en gras.
- Le texte ne doit pas être écrit en capitales (les noms de famille non plus), ni en gras, ni en italique, ni en « petit »…
- Le gras n'est utilisé que pour surligner le titre de l'article dans l'introduction, une seule fois.
- L'italique est rarement utilisé : mots en langue étrangère, titres d'œuvres, noms de bateaux, etc.
- Les citations ne sont pas en italique mais en corps de texte normal. Elles sont entourées par des guillemets français : « et ».
- Les listes à puces sont à éviter, des paragraphes rédigés étant largement préférés. Les tableaux sont à réserver à la présentation de données structurées (résultats, etc.).
- Les appels de note de bas de page (petits chiffres en exposant, introduits par l'outil «  Source ») sont à placer entre la fin de phrase et le point final[comme ça].
- Les liens internes (vers d'autres articles de Wikipédia) sont à choisir avec parcimonie. Créez des liens vers des articles approfondissant le sujet. Les termes génériques sans rapport avec le sujet sont à éviter, ainsi que les répétitions de liens vers un même terme.
- Les liens externes sont à placer uniquement dans une section « Liens externes », à la fin de l'article. Ces liens sont à choisir avec parcimonie suivant les règles définies. Si un lien sert de source à l'article, son insertion dans le texte est à faire par les notes de bas de page.
- La présentation des références doit suivre les conventions bibliographiques. Il est recommandé d'utiliser les modèles {{Ouvrage}}, {{Chapitre}}, {{Article}}, {{Lien web}} et/ou {{Bibliographie}}. Le mode d'édition visuel peut mettre en forme automatiquement les références.
- Insérer une infobox (cadre d'informations à droite) n'est pas obligatoire pour parachever la mise en page.

Pour une aide détaillée, merci de consulter Aide:Wikification.
Si vous pensez que ces points ont été résolus, vous pouvez retirer ce bandeau et améliorer la mise en forme d'un autre article.
Pour les articles homonymes, voir Huy (homonymie).
Huy (prononcé [ɥi] ou [wi]  ; en wallon Hu prononcé localement [hœ]  ; Néerlandais Hoei) est une ville francophone de Belgique située en Région wallonne, chef-lieu d'arrondissement en province de Liège.
Huy est située sur la Meuse au confluent avec le Hoyoux, à mi-chemin entre Namur et Liège.
Les habitants de Huy s'appellent les Hutois.

## Géographie

### Sections de commune
| # | Nom      | Superf. (km2) | Habitants (2020) | Habitants par km2 | Code INS |
| - | -------- | ------------- | ---------------- | ----------------- | -------- |
| 1 | Huy      | 8,08          | 14.396           | 1.782             | 61031A   |
| 2 | Ben-Ahin | 24,64         | 3.620            | 147               | 61031B   |
| 3 | Tihange  | 13,90         | 3.141            | 226               | 61031C   |

Neuville-sous-Huy a été rattachée à Tihange quelques années plus tôt. Statte est un faubourg de la ville de Huy.

### Situation et géographie de la commune
Le territoire de la commune de Huy s'étend sur la rive droite et le versant sud de la Meuse qui fait office de limite communale à l'exception des quartiers urbains d'Entre-Deux-Portes, de Saint-Pierre, du Mont Falise et de Statte implantés sur la rive gauche.
La majorité de la commune fait partie du sillon Sambre-et-Meuse et de l'Ardenne condrusienne, sous-région boisée du Condroz. Huy se trouve au confluent du Hoyoux et de la Meuse. D'autres ruisseaux comme la Solières traversent la commune du sud vers le nord pour se jeter dans la Meuse.
L'habitat se concentre principalement dans la vallée de la Meuse mais il existe quelques noyaux d'habitations sur les hauteurs sud de la commune (Saint-Léonard, La Sarte à Ben, Les Longs Thiers, La Sarte) et nord (Mont Falise).

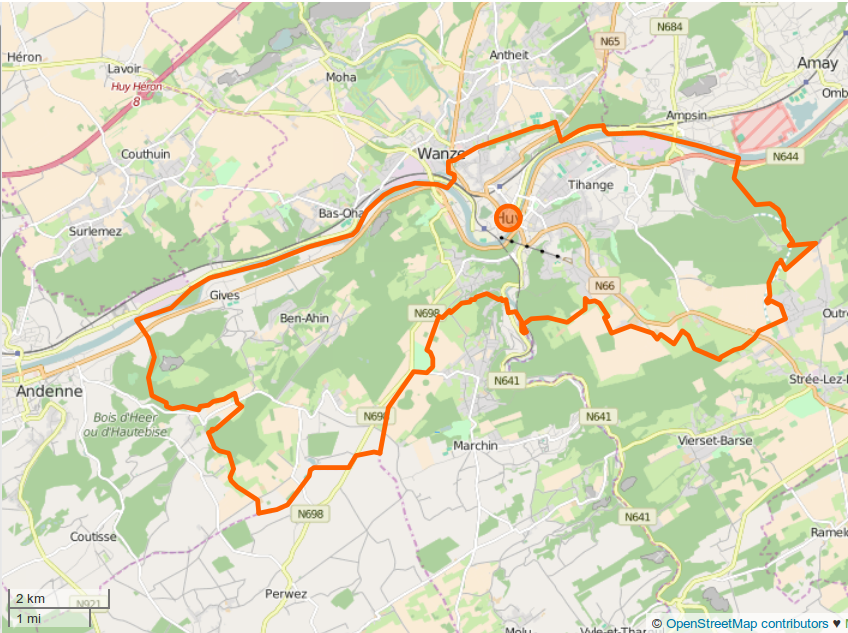

### Communes limitrophes
| Héron   | Wanze   | Amay   |
| Andenne | Huy     |        |
| Ohey    | Marchin | Modave |

## Démographie

### Démographie: Avant la fusion des communes
- Source: DGS recensements population

### Démographie: Commune fusionnée
En tenant compte des anciennes communes entraînées dans la fusion de communes de 1977, on peut dresser l'évolution suivante :
Les chiffres des années 1831 à 1970 tiennent compte des chiffres des anciennes communes fusionnées.
- Source: DGS , de 1831 à 1981 = recensements population; à partir de 1990 = nombre d'habitants chaque 1 janvier[2]

## Histoire
Royaume des Francs 636–843

Francie médiane 843–855

Lotharingie 855–959

 Basse-Lotharingie 959–985

 Principauté de Liège 985–1789

 République de Liège 1789–1791

 Principauté de Liège 1791–1795

 République française 1795–1804

 Empire français 1804–1815

 royaume uni des Pays-Bas 1815–1830

 Belgique 1830–present

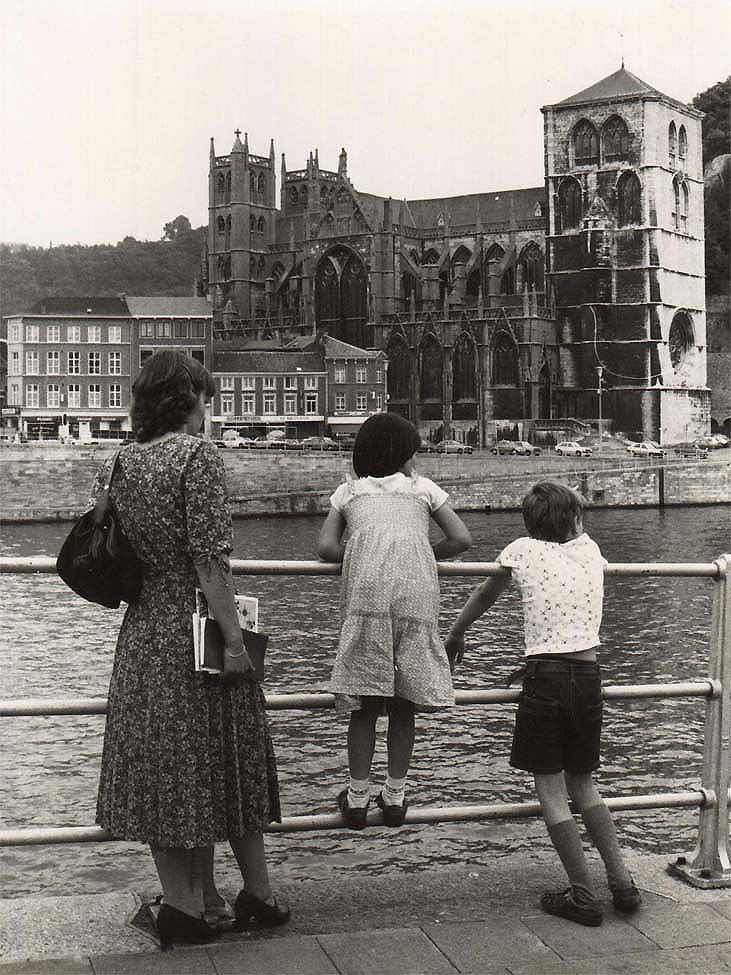
La collégiale Notre-Dame.

À l'époque romaine, quelques petites structures des IIe et IIIe siècles attestent de l’installation d’une population peu nombreuse sur le site de Huy.
Au milieu du VIe siècle, Domitien, évêque de Tongres-Maastricht, accorde une importance particulière à la ville où il se serait fait inhumer . L'église Notre-Dame est citée pour la première fois en 634. L’importance de la localité au VIIe siècle est attestée par la frappe de monnaies.
À la période carolingienne, Huy est qualifié de portus et désigné comme vicus. La ville devient le cœur d’un comté entre 943 et 985 avant de passer sous le contrôle de l’évêque de Liège.
En 1066, le Prince-Évêque d'alors, Théoduin de Bavière, décide de reconstruire la collégiale Notre-Dame. Pour financer son projet, il demande aux Hutois la moitié de leurs biens meubles. En échange, il leur accorde la première charte de liberté d'Europe occidentale. Huy fut une des « Bonnes Villes » de la principauté de Liège de 985 à 1789.
La première croisade survient 30 ans plus tard (1096-1099) avec l'arrivée à Huy de Pierre l'Ermite, fondateur selon la légende de l'abbaye du Neufmoustier vers 1100.
Au Moyen Âge, aidée par un climat économique favorable, dû à sa situation de ville-étape de batellerie, Huy multiplie les corps de métiers. Nombreux étaient les étainiers, tanneurs, foulons, chaudronniers, menuisiers... Le corps de métier le plus puissant fut celui des orfèvres. La métallurgie hutoise remonte dans le passé (travail de l'étain depuis le VIIe siècle) et, favorisée par le Hoyoux, affluent de la Meuse, propice à l'établissement de roues hydrauliques, les forges et fourneaux connurent à Huy, dès le Moyen Âge, un âge d'or sans précédent. La technique du battage du cuivre, industrie florissante dans la cité hutoise, se répandit dans toute l'Europe dès le XIe siècle.
Au XIIe siècle se détache la personnalité d'Ivette de Huy (ou Juette) (1158-1228) : contrainte d'épouser à 13 ans l'homme que lui avait choisi son père alors qu'elle voulait se consacrer à Dieu, elle en eut trois enfants dont un mourut au berceau. Veuve à 18 ans, défiant l'autorité paternelle, elle préféra se retirer dans un minuscule réduit accolé à l'église de Huy et se consacrer au soin des lépreux avant de se cloîtrer dans la léproserie.
Vers 1300, le pont de bois qui donne accès à la ville de Huy en venant du nord et donc de Statte est remplacé par un pont de pierre. Statte constitue alors une sorte de défense avancée pour Huy : une fortification entre le rocher et la Mehaigne bloque l’accès par Saint-Hilaire, et les chemins venant de Hesbaye passent par le Thier d’Erbonne (près de St-Étienne-au-Mont) pour aboutir à la porte des Aveugles. Le 27 mai 1328, une bataille se déroule dans un raidillon encaissé du Thier d’Erbonne : les milices de Liège, Saint-Trond et Tongres y affrontent Adolphe de La Marck aidé des Hutois. À la suite de sa victoire, le prince-évêque décide l’incorporation de la franchise de la ville de Statte à celle de la ville de Huy, ce qui se fait le 20 aout suivant. On parlera dès lors de Statte comme d'un faubourg de Huy.
Au XVe siècle, le château est peu à peu transformé en véritable forteresse. Bâti sur une colline surplombant la Meuse, il fera la fierté des hutois et deviendra l'emblème de la ville. Huy est alors une ville bourgeoise de plaisir où se plaît à séjourner la Cour de Bourgogne. Malheureusement, du fait de sa position stratégique, Huy voit sa destinée se ternir et subit de nombreuses attaques. La forteresse est attaquée douze fois en trente ans, dont le siège de 1595. La cité connaît massacres, pillages et incendies.
En 1675, le régiment de Carignan-Salière se rendit à Huy et il évacua cette dernière ville en avril 1676, après en avoir rasé les fortifications.
En l'an 1717, la destruction du « Tchestia » (château en wallon) est décidée. La destinée hutoise va alors en être modifiée. Le château-citadelle sera démonté pierre par pierre, soustraites par les citadins. Huy connait alors enfin l'essor et les activités se multiplient : papeterie, orfèvrerie, métallurgie, etc.
Au XIXe siècle, l'industrialisation permit à plusieurs familles hutoises de connaître la fortune (citons Nestor Martin, les Delloye, les Godin). La Ville de Huy fut alors surnommée « La Ville aux Millionnaires ».
En 1818, la construction du nouveau fort débute. Il ne servira jamais de position d'attaque, mais nombreux sont les civils à y avoir souffert durant les guerres de 1914-1918 et 1939-1945.
Pendant la Première Guerre mondiale, l'armée allemande prit possession du Fort et y établit un camp de discipline pour ses propres troupes, réfractaires ou déserteurs.
Pendant la Seconde Guerre mondiale, dès septembre 1940, le fort devint un camp de détention pour civils belges et étrangers et ensuite un bagne où séjournèrent plus de 7 000 opposants au régime de l'occupant. Le 5 septembre 1944, les détenus qui n'avaient pas été envoyés vers les camps de concentration en Allemagne furent libérés. La Résistance occupa le fort et, le 12 septembre 1944, le Ministère de la Justice y installa un centre d'internement pour inciviques et collaborateurs.

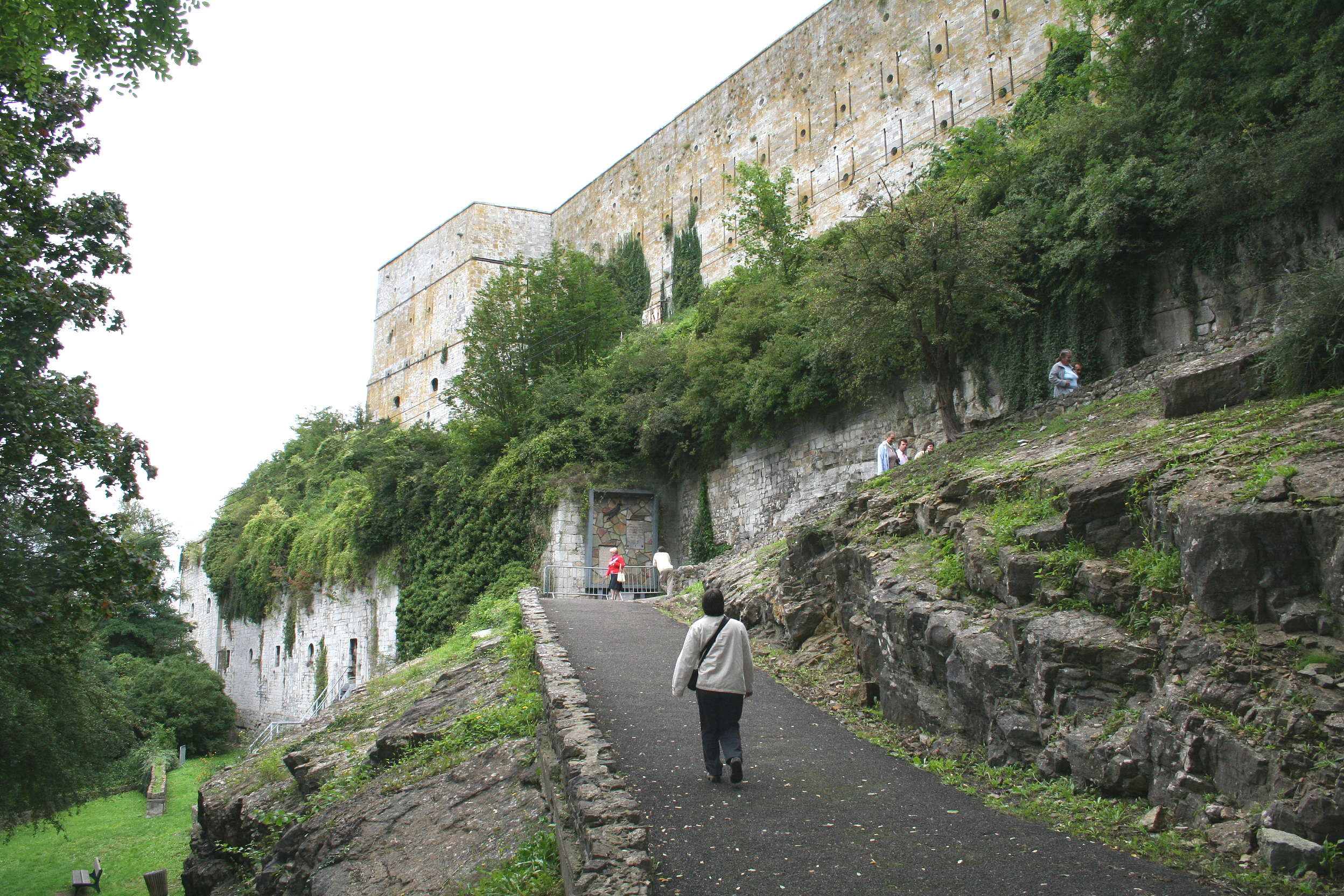
Le fort hollandais (1818).

Depuis 2007, un nouvel espace détaille le parcours de vie des différentes catégories de détenus au Fort de Huy et présente des témoignages. En 2010, deux nouvelles salles seront inaugurées, l'une consacrée à Huy sous l'occupation et l'autre à la libération de la Ville dont on a fêté, en 2009, le 65e anniversaire.
De 1983 à 2009, Anne-Marie Lizin est bourgmestre de Huy. Sa gouvernance suscite de vives oppositions au cours des années 2000. Mise en minorité au sein de son parti, soupçonnée de malversations et en proie à des problèmes de santé, elle quitte ses fonctions en février 2009. Micheline Toussaint lui succède en mars de la même année. Elle choisit de laisser la place à Alexis Housiaux le 12 juillet 2010. Début 2016, Christophe Collignon succède à Alexis Housiaux.

## Armoiries
|  | La ville possède des armoiries qui lui ont été octroyées le 16 mai 1960. Huy appartenait à la principauté de Liège et usait donc dans son ancien sceau d'une variante des armoiries de Liège. Connu depuis la fin du XIIe siècle, ce sceau montrait le perron de Liège flanqué de deux fleurs de lys. Au milieu du XIIIe siècle, les fleurs de lys furent remplacées par deux chiens. Au XVe siècle, le sceau montrait un château avec trois tours et une bannière sur chaque tour. Ce château resta sur le sceau jusqu'à la fin du XVIIIe siècle. Le conseil de la ville opta pour ces armoiries en 1813 mais des armoiries totalement différentes, un lion avec la lettre H, lui furent octroyées le 28 septembre 1819. La lettre V fut ajoutée en 1960. Blasonnement : De gueules au château-fort d'or, ouvert d'azur, formé d'un quadrilatère de murailles, vu en perspective, muni à chacun des trois angles visibles d'une tour ronde à toit conique sommé d'une girouette, celle de dextre contournée, la tour du centre à deux étages, ouverte d'azur et accostée de lettres en majuscules H et V d'or. Le château posé sur une terrasse de sinople. Source du blasonnement : Heraldy of the World. |

## Politique et administration

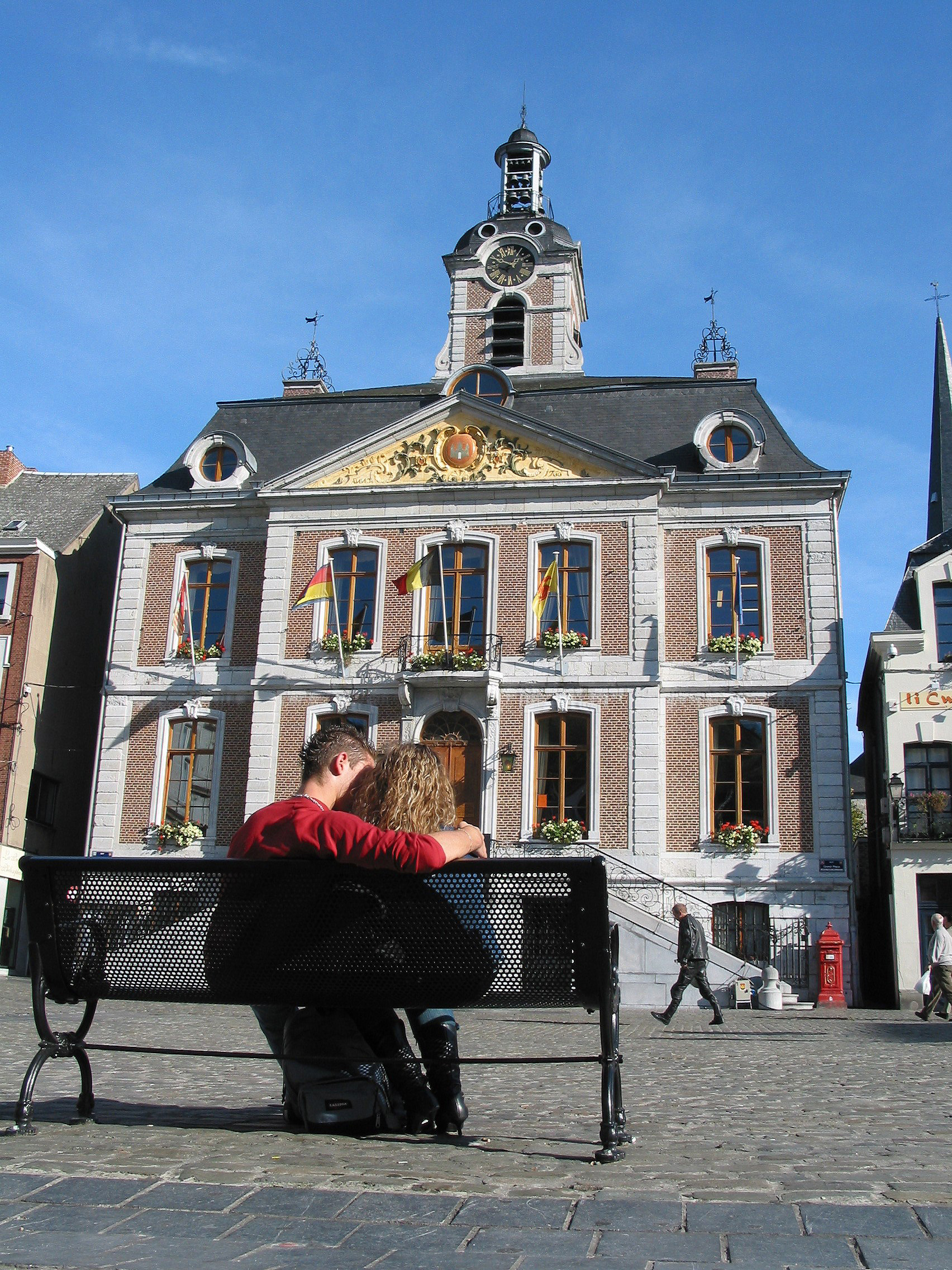
L'hôtel de ville (1766).

### Conseil et collège communal 2024-2030
Ci-dessous, le tableau des résultats des élections communales de 2024.
| Parti | Parti         | Voix (2024) | Voix (2018) | % (2024) | % (2018) | +/-    | Sièges  | +/- | Collège |
| ----- | ------------- | ----------- | ----------- | -------- | -------- | ------ | ------- | --- | ------- |
|       | LES ENGAGÉS   | 1.523       | -           | 12,09%   | -        | 0.0 %  | 3 / 27  | 3.0 | Non     |
|       | PS+           | 4.829       | 4.482       | 38,32%   | 35,32%   | 3.0 %  | 11 / 27 | 1.0 | Oui     |
|       | PTB           | 800         | 855         | 6,35%    | 6,74%    | 0.39 % | 1 / 27  | 0.0 | Non     |
|       | MR            | 2.474       | 1.581       | 19,63%   | 12,46%   | 7.18 % | 5 / 27  | 2.0 | Oui     |
|       | HUY en COMMUN | 2.975       | -           | 23,61%   | -        | 0.0 %  | 7 / 27  | 7.0 | Non     |
|       | ECOLO         | -           | 2.867       | -        | 22,59%   | 0.0 %  | - / 27  | 7.0 | Non     |
|       | PP            | -           | 329         | -        | 2,59%    | 0.0 %  | - / 27  | 0.0 | Non     |
|       | DéFIpourHUY   | -           | 1.211       | -        | 9,54%    | 0.0 %  | - / 27  | 2.0 | Non     |
|       | VLC           | -           | 320         | -        | 2,52%    | 0.0 %  | - / 27  | 0.0 | Non     |
|       | idHuy         | -           | 1.046       | -        | 8,24%    | 0.0 %  | - / 27  | 2.0 | Non     |
| Total | Total         | 12 601      | 12 691      | 100 %    | 100 %    |        | 27      |     |         |

| Collège communal   |                      |          |
| ------------------ | -------------------- | -------- |
| Bourgmestre        | Christophe Collignon | PS - PS+ |
| 1er Échevin        | Olivier Humblet      | MR       |
| 2e Échevin         | Etienne Roba         | PS - PS+ |
| 3e Échevin         | Jacques Mouton       | MR       |
| 4e Échevin         | Adrien Housiaux      | PS - PS+ |
| 5e Échevine        | Elise Deleuze        | PS+      |
| Présidente du CPAS | Jonida Shaljani      | PS - PS+ |

### Liste des Bourgmestres de 1830 à aujourd'hui
- M. Chapelle
- 1859 - 1878 : Charles Delloye.
- 27/12/1919 - 11/02/1927 : Adolphe Vrancken.
- 11/02/1927 - 11/11/1936 : Paul Carré.
- 11/11/1936 - 05/03/1937 : Pierre Jadoul, 1er échevin ff de bourgmestre.
- 05/03/1937 - 21/01/1947 : Émile Vierset.
- 21/01/1947 - 30/09/1963 : Jacques Grégoire.
- 01/10 - 14/11/1963 : Fernand Gustin, 1er échevin ff de bourgmestre.
- 15/11/1963 - 31/12/1970 : Fernand Parmentier.
- 01/01/1971 - 03/03/1979 : Eugène Lecoq[13].
- 03/03 - 12/04/1979 : Fernand Hubin, 1er échevin ff de bourgmestre[14].
- 12/04/1979 - 23/02/1983 : Fernand Hubin[14].
- 23/02/1983 - 23/03/2009 : Anne-Marie Lizin[15].
- 23/03/2009 - 12/07/2010 : Micheline Toussaint[16].
- 12/07/2010 - 19/01/2016 : Alexis Housiaux[16].
- 19/01/2016 - 04/10/2020 : Christophe Collignon[17].
- 04/10/2020 - 06/2024 : Éric Dosogne, 1er échevin ff de bourgmestre pendant l'empêchement de Christophe Collignon, Ministre wallon[18].
- 06/2024 - présent : Christophe Collignon[19].

### Jumelages
| Ville | Ville      | Pays | Pays       | Période     |
| ----- | ---------- | ---- | ---------- | ----------- |
|       | Arona      |      | Italie     | depuis 1966 |
|       | Compiègne  |      | France     | depuis 1959 |
|       | Grenay     |      | France     | depuis 2024 |
|       | Natitingou |      | Bénin      | depuis 1987 |
|       | Tirlemont  |      | Belgique   | depuis 1993 |
|       | Vianden    |      | Luxembourg | depuis 1964 |
|       | Vélingara  |      | Sénégal    | depuis 1993 |

Pactes d'amitié
- Port-Bouët (Côte d'Ivoire) depuis 1984
- Seosan (Corée du Sud) depuis 1984
- Bury St Edmunds (Royaume-Uni) depuis 1995
- Montagano (Italie) depuis 1996
- Krujë (Albanie) depuis 1999
- Taizhou (Chine) depuis 2002
- Région de San (Mali) depuis 2017

## Patrimoine et culture

### Patrimoine architectural et sites

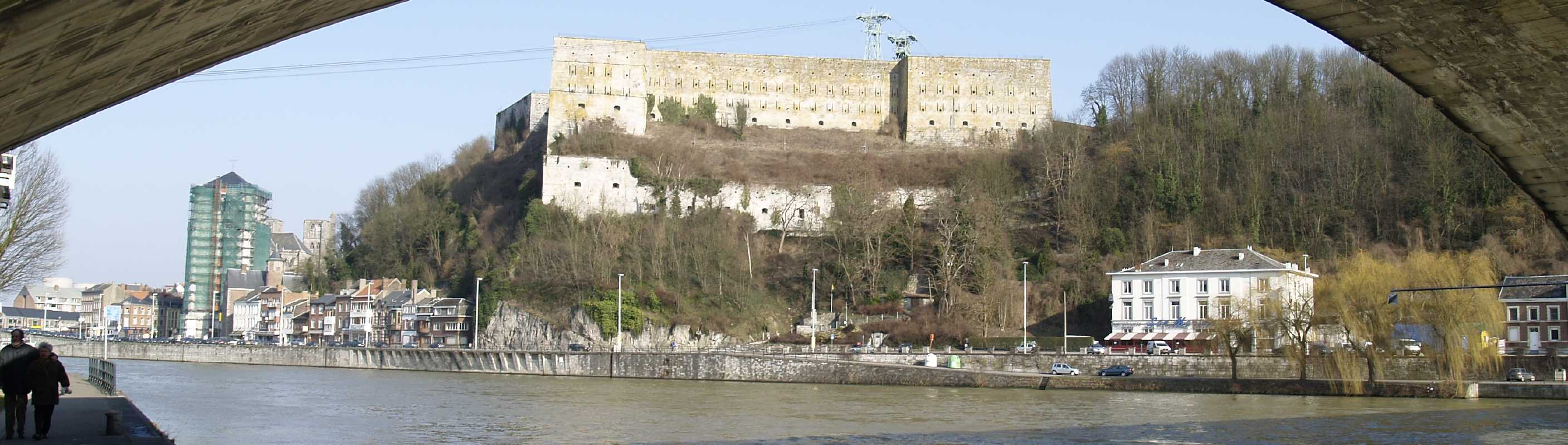
Vue du fort de Huy depuis le quai Batta.

#### Les quatre merveilles de Huy
Des « quatre merveilles » de la ville de Huy, seules deux subsistent encore aujourd'hui :
- Li Bassinia, fontaine dont la partie la plus ancienne remonte au XVe siècle. Elle est située au centre de la Grand-Place (on peut y voir quatre personnages en bronze et l'aigle bicéphale autrichien) ;
- Li Rondia : la rosace, d'un diamètre de 9 mètres, de la Collégiale Notre-Dame récemment restaurée.

Les deux autres merveilles étaient :
- Li Tchestia (le château-fort des princes-évêques, détruit en 1717 à la suite du Traité de la Barrière, est remplacé de 1818 à 1823  durant la période dite Hollandaise par le fort actuel sur son emplacement initial sous la forme d'une citadelle) ;

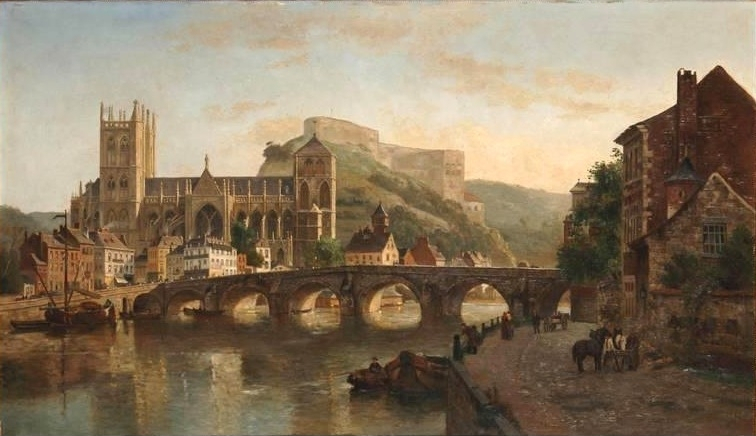
Huy vers 1880, peinture de Gustave Walckiers.

- Li Pontia : l'ancien pont, détruit par la guerre qui est remplacé aujourd'hui par le pont Baudouin.

#### Autres monuments remarquables

##### La Grand-Place et l'hôtel de ville
L'élégant hôtel de ville fut réalisé en 1766 (architecte Jean-Gille Jacob) grâce à la bienveillante générosité du maître d’œuvre, le prince-évêque de Liège Charles-Nicolas d'Oultremont dont il portait les armoiries polychromes au fronton. Il est situé entre la Grand Place, centre animé et commerçant de la ville et la place Verte, plus paisible.

##### L'Hospice d'Oultremont, actuel Office du tourisme
Cette ancienne résidence privée des membres de cette famille aristocratique au service de la collégiale dont plusieurs chanoines, fut construite vers 1575 par Gérard d’Oultremont (né en 1535) à l’emplacement et en remplacement d’un édifice de même fonction. La plupart des baies vitrées de la façade avant (nord-est) ont été remaniées au cours du XVIIIe siècle.

##### LaTour d'Oultremont
Cette élégante tourelle faisait partie du palais comtal édifié en 1559 par Jean-Hustin IV d'Oultremont (1495-1581). La Maison d'Oultremont donna plusieurs maieurs, mambours, avoués, échevins et bourgmestres de la cité hutoise et puis à Liège du XIVème au XVIIIème, mais aussi des baillis de Hesbaye et les baillis héréditaires de l'ancien comté de Moha.

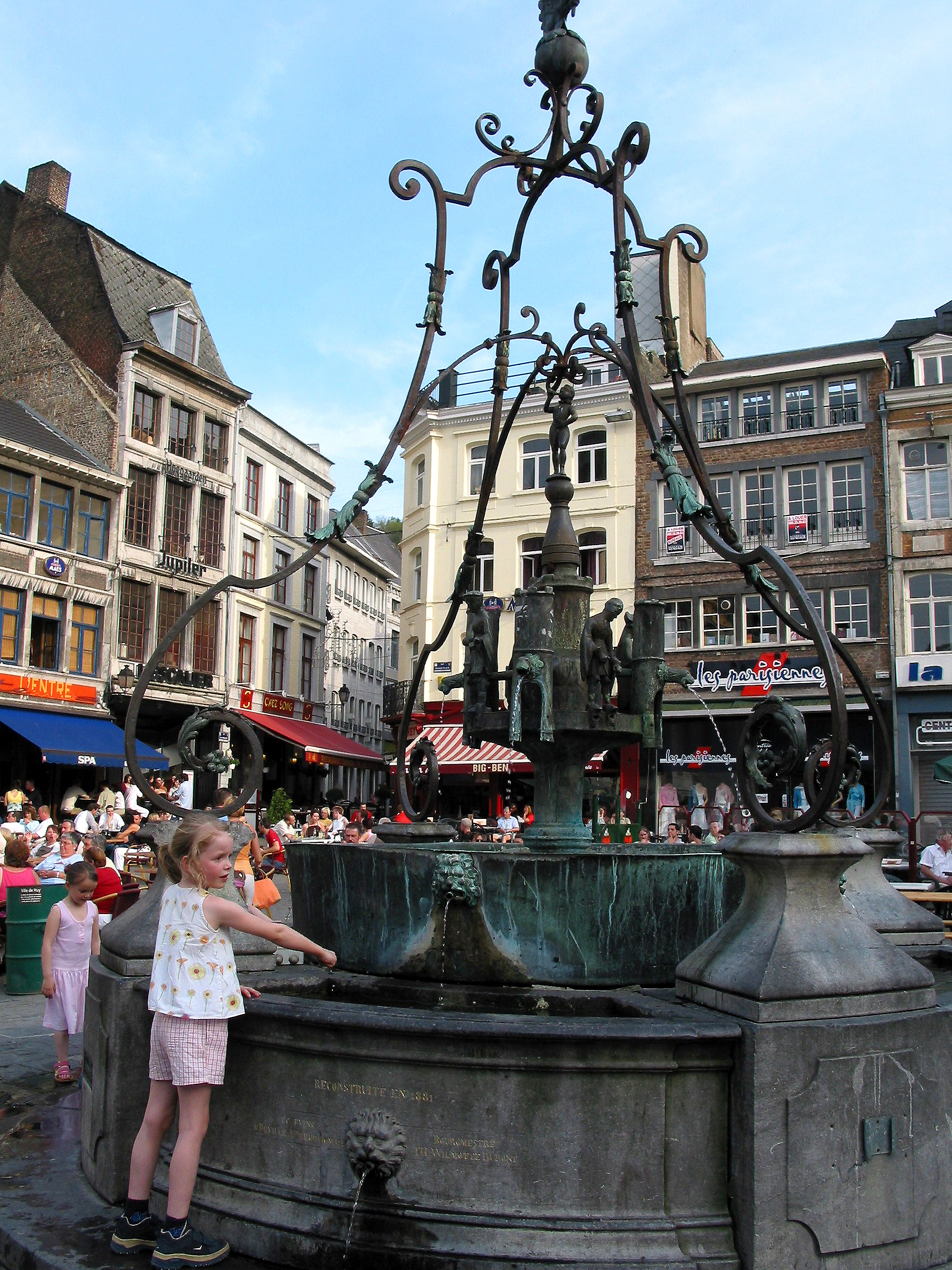
Petites filles jouant près du Bassinia.

##### Le musée communal
Installé dans les bâtiments et le cloître de l'ancien couvent des Frères mineurs (XVIIe siècle), contient d'importantes collections illustrant l'histoire et le folklore local : intérieur régional orné d'une belle cheminée en grès de 1621, pièces archéologiques, estampes de la ville, céramiques fabriquées à Huy au XIXe siècle, étains, objets d'art religieux parmi lesquels on remarque le Christ du XIIIe siècle nommé « le beau Dieu de Huy ».

##### La maison près-la-Tour
Située au croisement d'étroites rues et ruelles pavées du centre historique, la maison près-la-Tour appelée aussi la maison Legrand est considérée comme la demeure non religieuse la plus ancienne de la ville de Huy. Elle a été construite au XIIIe siècle puis a subi beaucoup de transformations.

##### La maison Batta
Située sur la rive gauche en face du fort de Huy, est un exemple du style renaissance mosan. Cet édifice est un ancien refuge des moines de l'abbaye du Val-Saint-Lambert.

##### Le bâtiment principal de l'ancienne abbaye Saint-Victor
Abbaye fondée au XIIe siècle par des Bénédictines et vendue comme bien national en 1798. Le bâtiment date de 1724 et, parfaitement restauré, il abrite une école d'agriculture. Il est précédé par un porche monumental de la même année. Plus à l'ouest, à proximité de la Meuse, se trouve la maison du Ponton.

##### Vestiges du Neufmoutier
Il s'agit d'un prieuré fondé par Pierre l'Ermite, élevé au rang d'abbaye en 1208. Il n'en reste presque aucune trace, si ce n'est deux ailes du cloître et la crypte.

##### Maisons Art nouveau
Cercle artistique de la rue de France avec ses sgraffites signés de Paul Cauchie; plusieurs maisons avec carrelages de la même époque se situent dans le quartier. Plusieurs demeures patriciennes présentent des architectures néo-gothiques et néo-renaissance mosane mélangés à des techniques décoratives typiques de l'art nouveau notamment près de la place Lebeau.
Plusieurs maisons de l'avenue Albert Ier dont un ancien café.
Ancienne grande poste, néo-gothique.
Rue Sous le Château 11, bâtiment d'angle,.

##### Cloître et chapelle du Collège Saint-Quirin
Dès 1285, le prieuré placé sous l'invocation de saint Quirin de Neuss accueille des religieuses de l'ordre des Pénitentes de sainte Marie-Madeleine venues de la région de Namur. Celles-ci s'installent avec l'autorisation du prince-évêque de Liège Jean de Flandre, rue Entre-Deux-Portes, dans un ancien petit hôpital préexistant. Aujourd'hui affecté à l'usage du Collège Saint-Quirin fondé en 1855 par l'évêque de Liège Théodore de Montpellier, le bâtiment conserve de nombreuses traces de son histoire séculaire, notamment le cloître classique du monastère. Celui-ci a été largement remanié dans sa partie basse en 1729 sous le priorat de Lutgarde de Streel. Accolée à la galerie nord-est de celui-ci, on retrouve une chapelle gothique datant du XVe siècle. Particularité remarquable, la nef et le chœur sont légèrement désaxés. Ce dernier est éclairé par 5 grands vitraux illustrant le martyre de saint Quirin. La nef quant à elle est couverte d'une magnifique voûte de bois en berceau.

##### Plusieurs repères de crues
Ils ont été apposés dans la ville. Ils indiquent soit les crues de la Meuse de 1926 ou 1880, soit la crue du Hoyoux du 23 janvier 1893 (ces trois crues étant reconnues par la ville de Huy comme importantes car ayant atteint le Bassinia). Quelques emplacements de repères de crue à Huy :
- sur la taverne le Vieux Huy ;
- sur la maison Batta ;
- de chaque côté d'une impasse rue l'Apleit ;
- sur la façade de l'église rue des Foulons ;
- au coins de la rue des Barreurs et rue des Sœurs Grises.

### Culture

#### Le Centre culturel de l'Arrondissement de Huy
Le Centre culturel de l'Arrondissement de Huy est un opérateur culturel important sur le territoire communal et sur l’arrondissement de Huy/Waremme. Il n'est ni un théâtre ni un centre dramatique. L’équipe du Centre culturel travaille sur Huy et sur quatorze communes affiliées. Ce qui veut dire une équipe avec des missions inscrites dans un décret (lois régionales).

#### Les Septennales

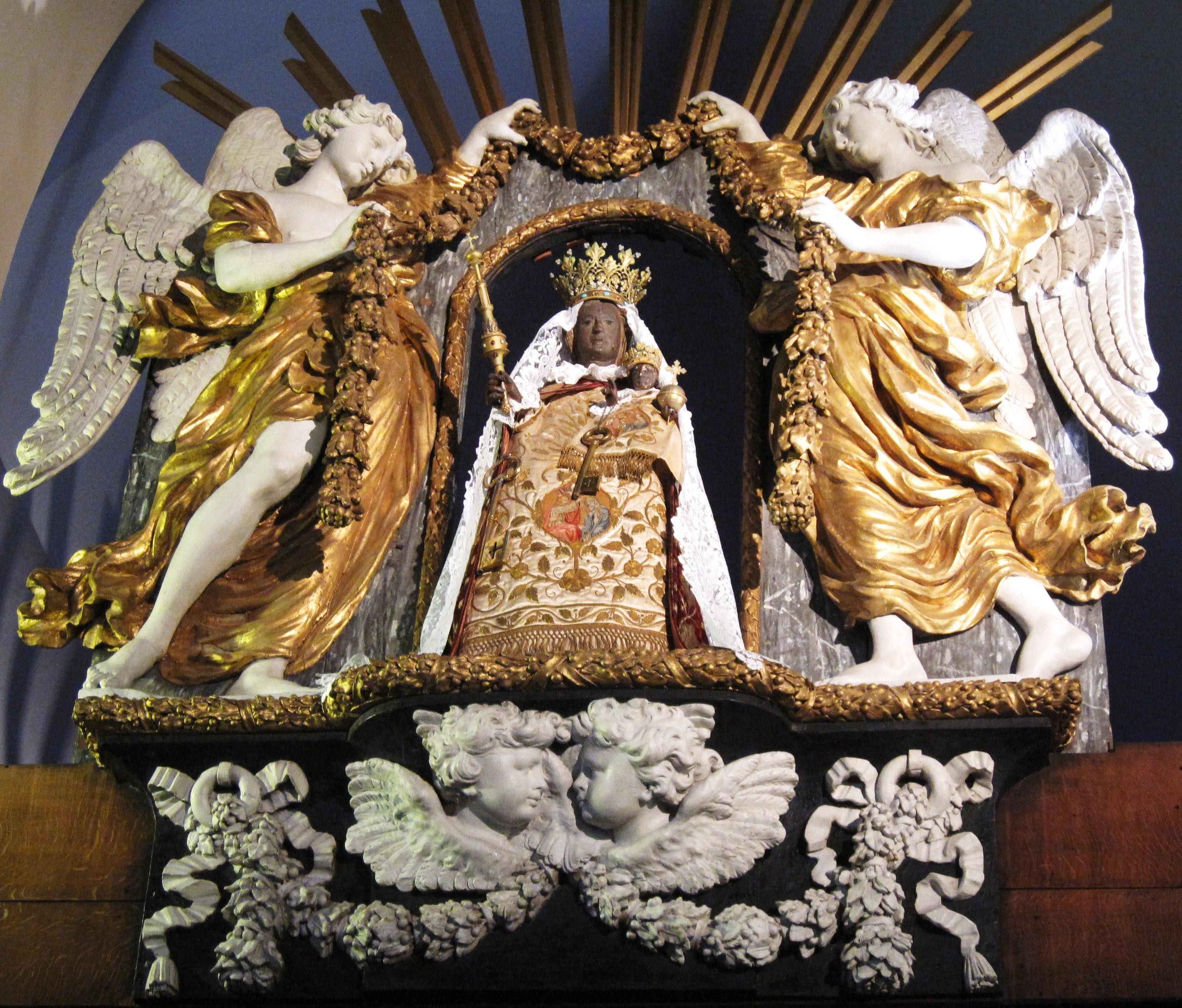
La statue miraculeuse dans l'église de la Sarte.

En 1656, une grave sécheresse met en péril les récoltes hutoises. Le 15 août, les habitants organisent alors une procession et descendent la Vierge de la Sarte avec une grande piété et la placent dans la Collégiale. Alors qu'on rapporte la statue dans sa chapelle sur les hauteurs de la ville, la sécheresse prend fin. Les autorités décident alors, en remerciement, de rééditer la procession l'année suivante et ensuite tous les sept ans. Les fêtes septennales sont nées. Les dernières se sont déroulées le 15 août 2019.
En 1865, le Duc de Brabant, futur Léopold II, se rend à Huy le 14 août dans le cadre des Fêtes Septennales. À cette occasion, la Société d'Amateurs chantera le Salut au Prince Royal, composé par leur directeur Godefroid Camauër.
Pendant la Seconde Guerre mondiale, en 1942, la fête septennale n'a pas eu lieu, mais après la libération de la ville le 6 septembre 1944 et la capitulation de l'Allemagne le 8 mai 1945, on a décidé de compenser cette annulation par une procession de reconnaissance à Notre-Dame de la Sarte le 15 août 1945 et une descente de la statue miraculeuse. La suivante fut organisée à sa date normale, c'est-à-dire en 1949.

#### Cinéma

##### Films tournés à Huy
- 1985 : Hôtel particulier, de Thierry Michel, documentaire sur la prison de Huy.
- Un épisode de la série Maigret a été tourné à Huy.
- Plusieurs scènes (et une partie de l'action principale) du film À dix minutes de nulle part se déroulent à Tihange.
- La saison 1 de The Missing, série britannique tournée en 2013.
- Des scènes du film Raid dingue de Dany Boon sont tournées à la piscine de Huy[26].
- La Petite Reine, film canadien tourné pendant la flèche wallonne 2014.

## Économie

### Transports en commun
La Meuse, navigable, a longtemps servi au transport des passagers et des marchandises, de même que les routes et chemins rayonnant des deux berges.
La Société des chemins de fer de Namur à Liège et de Mons à Manage a construit une ligne de chemin de fer de Namur à Liège, actuelle ligne 125 (Infrabel), inaugurée en 1850 (sauf les derniers kilomètres vers Liège, achevés l'année suivante). De 1855 à 1940, elle fera partie du réseau de la Compagnie du Nord - Belge, une société française qui l'utilisera pour relier Paris à Cologne et l'Europe de l'Est. Elle appartient à la SNCB depuis 1940 et la ligne, électrifiée, est parcourue par des trains vers Bruxelles, Liège, Charleroi, La Louvière, Mons et Tournai. La gare de Huy, qui occupe son emplacement actuel depuis 1886, a toujours été la gare principale et est désormais la seule avec la gare de Statte à être ouverte aux trains de voyageurs.
La Compagnie du chemin de fer Hesbaye-Condroz a également construit une ligne, transversale, passant par Huy (actuelles lignes 126 et 127) vers Landen et Ciney. Cette ligne, directement exploitée par les Chemins de fer de l'État belge (future SNCB), avait sa propre gare : Huy-Sud, sur l'autre rive de la Meuse, franchie grâce au « pont de fer » et un tunnel sous le rocher du fort. Les trains de voyageurs n'y circulent plus depuis 1962-63.

## Sports et vie associative

### Sports

#### Cyclisme
- Huy fut traversée à quatre reprises par les cyclistes du Tour de France: 1995, 2001, 2006 et 2015.
- C'est à Huy qu'arrive la classique cycliste la Flèche wallonne. Depuis 1985, l'arrivée est jugée au sommet du Mur de Huy (chemin des Chapelles).
- En novembre, a lieu une épreuve automobile comptant pour le championnat de Belgique de rallye : le rallye du Condroz-Huy. Cette épreuve a fêté sa 40e édition en novembre 2013.

#### Natation
- En février, a lieu la traversée hivernale de la Meuse à la nage. En 2013, cette traversée en est à sa 46e édition.
- En 2020, la ville de Huy annonce le début des travaux en vue d'une refonte complète de l'infrastructure de la piscine communale en un centre aqualudique afin que celle-ci devienne plus moderne, écologique et attractive. Après plusieurs années, le projet se concrétise enfin. S'axant majoritairement sur ces quatre points : l’accessibilité pour tous, la réduction des charges énergétiques, le développement de la pratique sportive et la réduction de l’usage du chlore, ce projet d'à peu près 12 millions d'euros dont 4,6 millions d'euros de subsides devrait durer entre 2 ans et demi et 3 ans. Ces travaux permettraient de faire passer la superficie d'espaces aquatiques de 400m² à 1.000m² en rénovant le bâtiment principal, les piscines existantes (intérieur et extérieur), en ajoutant un nouveau bassin ludique intérieur et un spraypark extérieur, en ajoutant des gradins ainsi que de nouveaux systèmes comme l'installation d'une sonorisation subaquatique dans le bassin sportif pour le club de natation synchronisée, une gestion automatisée des accès ou encore un système de prévention de la noyade[27],[28].
- Depuis 2010 il y a également un triathlon a Huy, triathlon qui fait partie du championnat de Belgique.

#### Football
- RFC Huy, fondé en 1908.
- Solières Sport, fondé en 2002.
- Ces 2 clubs ont fusionné en 2023 pour former la Royale Union Hutoise.

#### Autres sports
- Rugby à XV : Hesby Rugby Huy.
- Handball : SL Huy (aujourd'hui HC Amay).
- Hockey sur gazon : Royal Hockey Club de Huy, fondé en 1933.
- Basketball : Union Huy Basket.

## Personnages célèbres
Par ordre chronologique :
- Jean Colin-Maillard, guerrier Hutois ayant combattu le comte de Louvain au Xe siècle.
- Théoduin de Bavière, prince-évêque de Liège, mort le 23 juin 1075, enterré à la collégiale Notre-Dame de Huy, qu'il fit construire.
- Pierre l'Ermite né à Amiens vers 1050, serait mort à Huy au couvent de Neufmoustier en 1115. .
- Renier de Huy, orfèvre mosan, auteur probable des fonts baptismaux de la collégiale Saint-Barthélemy de Liège est né à Huy au XIIe siècle.
- Godefroy de Huy, nommé aussi Godefroy de Claire, orfèvre mosan, né à Huy au XIIe siècle.
- Sainte Ivette de Huy (1157-1228), veuve, recluse et mystique.
- Denis Coppée (ca 1580 - ca 1630), marchand, dramaturge et poète ;
- Arnold de Ville, né le 15 mai 1653, mort le 22 février 1722 à Modave, est un bourgeois et entrepreneur liégeois.
- Patrick Sarsfield (irlandais : Pádraig Sáirséal), né vers 1660 à Lucan (Irlande), mort peu après la bataille de Neerwinden (29 juillet 1693) à Huy, est un militaire irlandais du parti jacobite.
- Jean-Joseph Merlin, né le 17 septembre 1735 à Huy, mort le 4 mai 1803 à Londres, est un inventeur.
- Joseph Lebeau (1794-1865), homme politique à qui l'on doit l'élection de Léopold de Saxe-Cobourg-Gotha au trône de Belgique.
- Godefroid Camauër (1821-1884), compositeur hutois d'origine néerlandaise, fondateur de la Société d'Amateurs, y a enseigné et habité, y est mort et inhumé.
- Joseph Colmant, docteur en médecine (1903-1944), figure de la résistance.
- André Thirifays, né à Huy en 1903 et décédé en 1992, figure de la cinéphilie belge. Principal fondateur de la Cinémathèque belge.
- Le père Dominique Pire, né à Dinant le 10 février 1910, mort à Louvain le 30 janvier 1969, prix Nobel de la paix en 1958 résida au couvent de la Sarte à Huy.
- Maurice Tillieux, né à Huy en 1921, mort en 1978 : dessinateur et scénariste de bandes dessinées.
- Clément Mathieu, né à Theux en 1940, pédologue, Citoyen d'honneur de la ville de Huy en 1986.
- Marcel Dossogne (1944-), acteur.
- Jean-Marie Degèsves (1945-1999), réalisateur et acteur.
- Anne-Marie Lizin (1949-2015), femme politique et féministe.
- André Malherbe (1956-2022), ancien champion de motocross.
- Alain Coumont (1961-), cuisinier et restaurateur belge y est né.
- Jean-Pierre Catoul (1963-2001), violoniste de jazz belge.
- Eric Legnini né en 1970, pianiste de jazz belge.
- Fanny Ruwet, Humoriste et chroniqueuse, y est née en 1994.

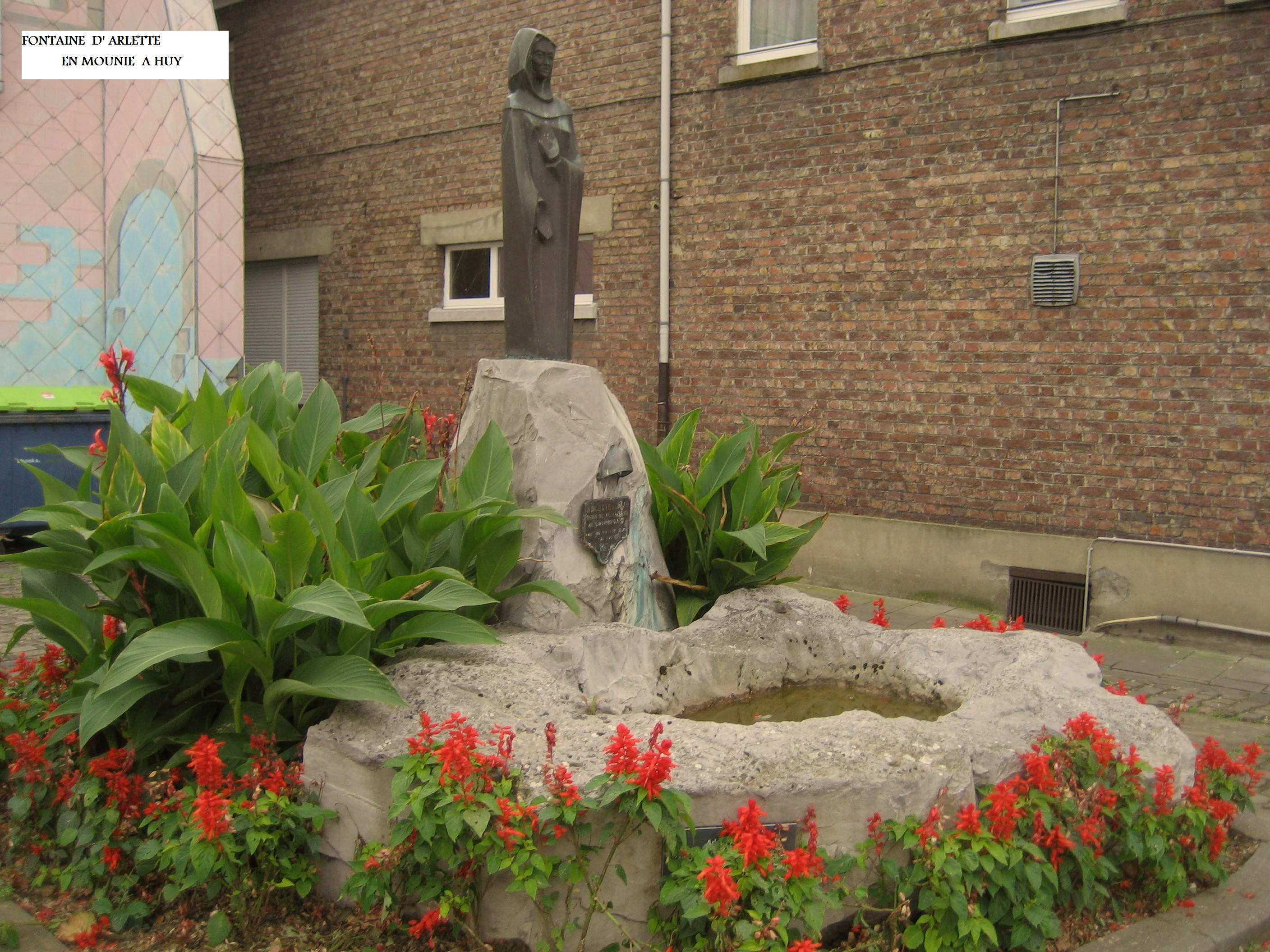
Statue d'Arlette de Falaise, la mère de Guillaume le Conquérant.
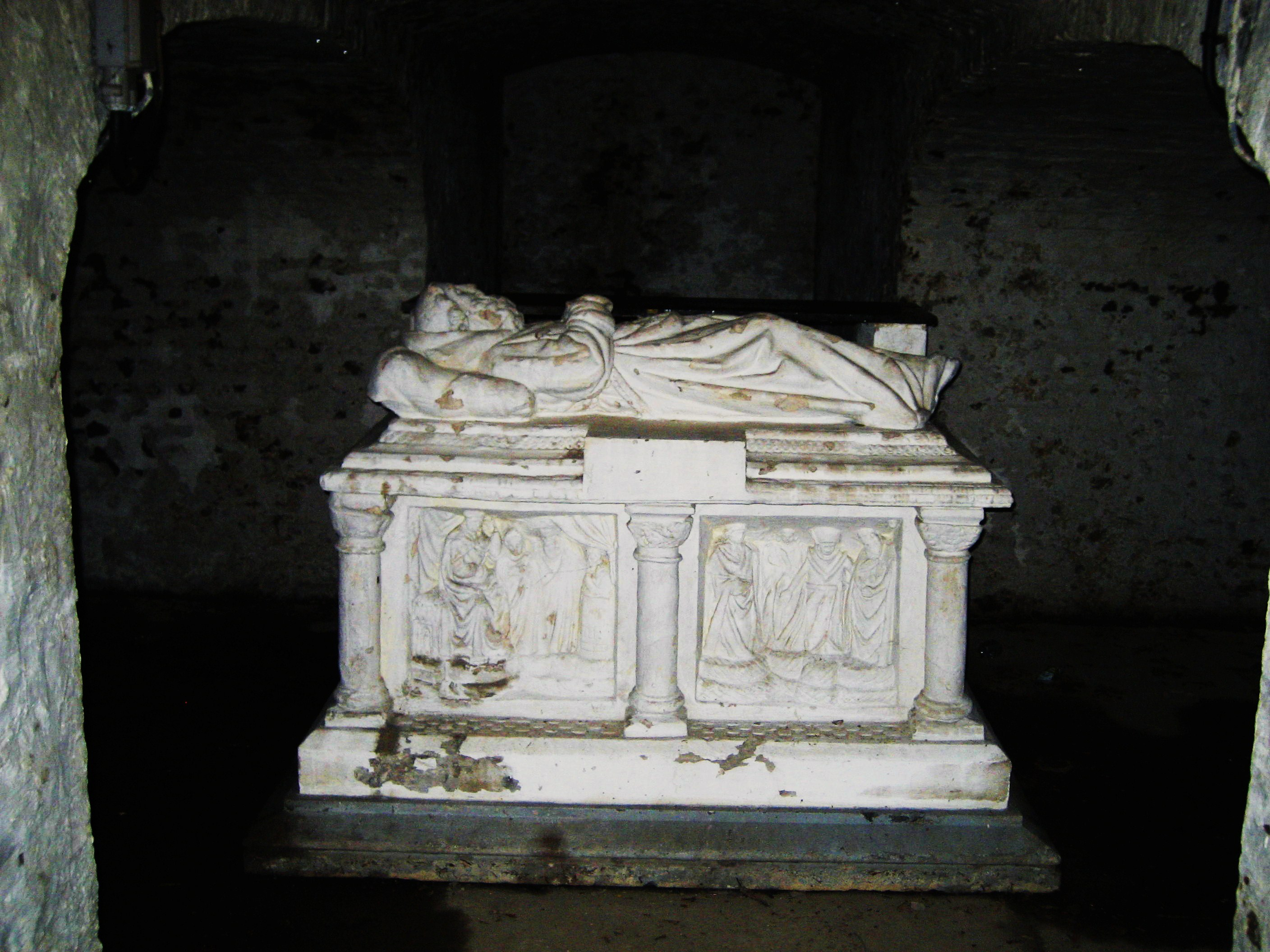
Le tombeau de Pierre l'Ermite au Neufmoustier à Huy.
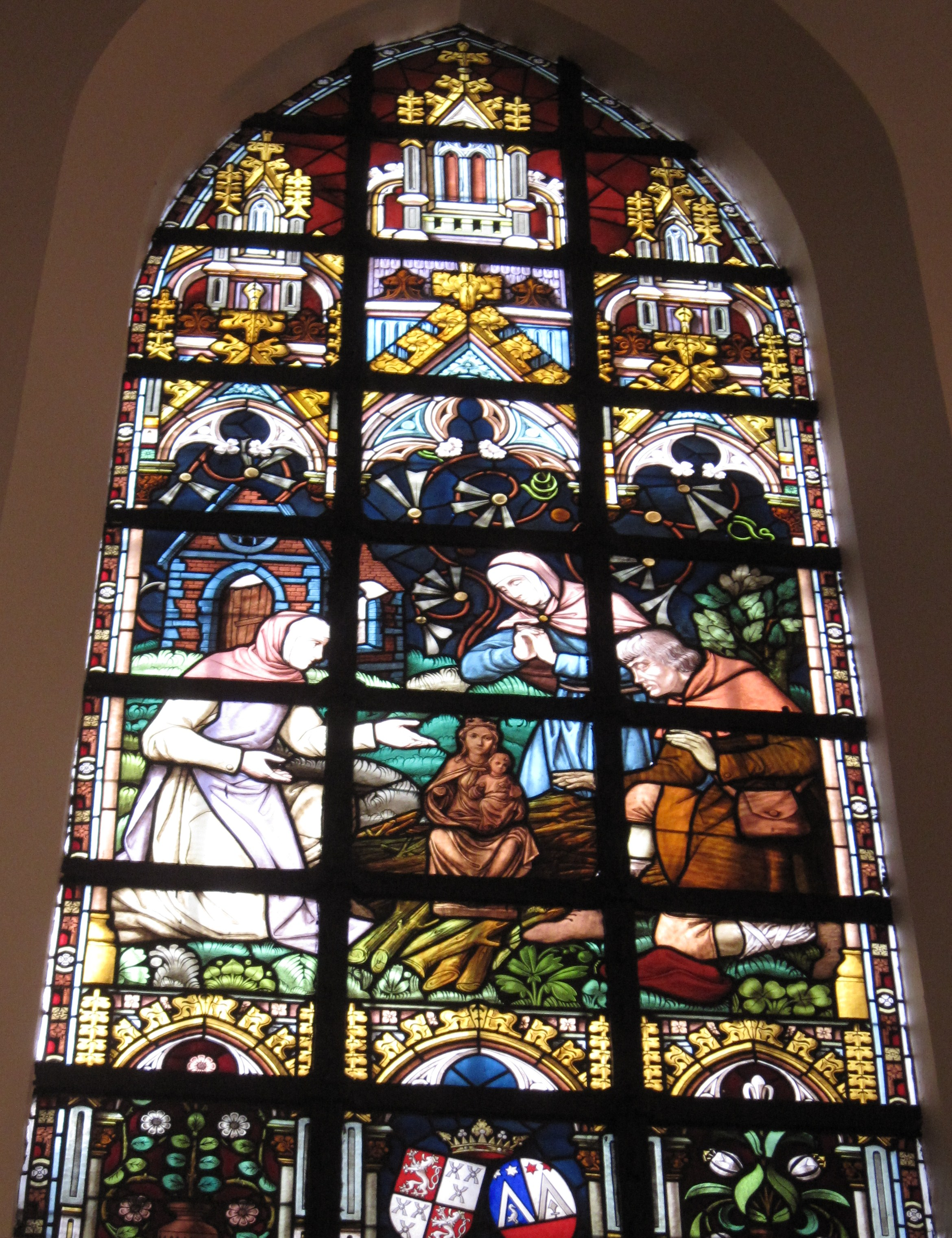
Le miracle du fagot, vitrail de l'église de la Sarte, Huy.